# Gare de Täsch
La gare de Täsch est une gare ferroviaire située sur le territoire de la commune suisse de Täsch, dans le canton du Valais, en Suisse.

## Situation ferroviaire
Établie à 1 438 mètres d'altitude, la gare de Täsch est située au point kilométrique 38,29 de la ligne de Brigue MGB à Zermatt entre la gare de Täsch Monte Rosa (en direction de Viège) et la gare de Zermatt.
La gare est dotée de deux voies à quai en impasse accessibles depuis Zermatt et de deux voies passantes formant un point de croisement en direction de Viège. Elle est dotée de quatre quais dont un central au niveau du point de croisement ainsi que trois autres quais dont deux latéraux et un central au niveau des voies en impasse.[réf. souhaitée]

## Histoire

La gare en 1905.

La gare de Täsch a été mise en service le 18 juillet 1891, en même temps que la ligne ferroviaire reliant Viège à Zermatt. En raison du risque d'avalanches et du fait du tourisme qui y était restreint à la saison estivale, la ligne n'était exploitée initialement que de juin à septembre,.
Depuis 1972, la gare de Täsch revêt une importance particulière en tant que terminus de la route de la vallée empruntée par les véhicules motorisés. À l'origine, il s'agissait d'une simple gare de croisement à deux voies. En 1975, le site a été agrandi par une voie à quai séparée pour les trains-navettes à destination de Zermatt. Le bâtiment de la gare datant de 1891 a été doté d'une extension moderne qui abrite les guichets de vente de titres de transport, tandis que les prairies autour de la gare ont été transformées en parkings. 
Depuis le 1er janvier 2003, le Brig-Visp-Zermatt Bahn (BVZ) est détenu et exploité par le Matterhorn Gotthard Bahn (MGB), à la suite de la fusion avec le Furka-Oberalp (FO). 

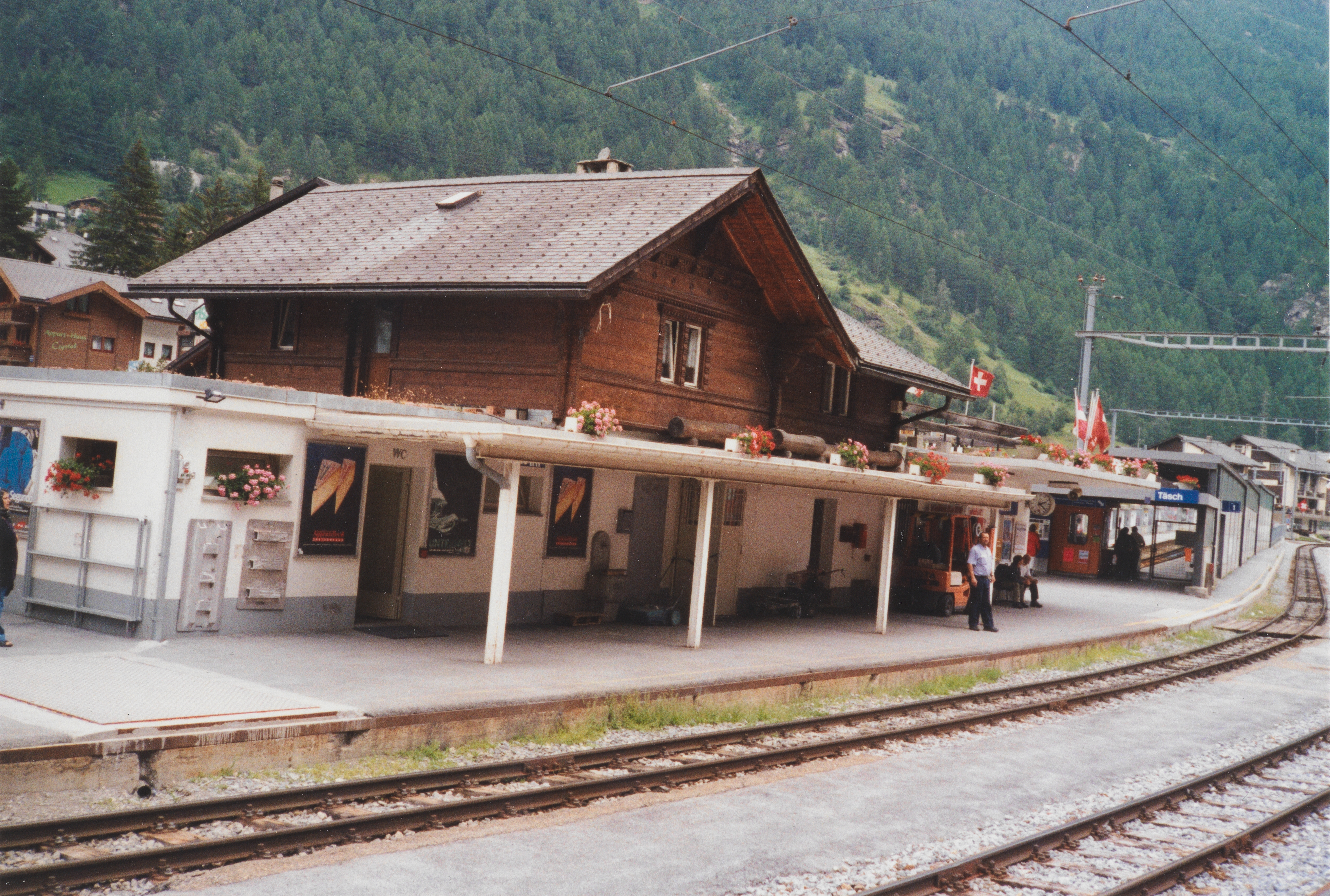
La gare en 2005 avant sa reconstruction et l'ajout d'une seconde voie en impasse pour les trains-navettes.

L'ensemble de la gare a été profondément remanié en 2005 : un parking de trois étages avec 2 000 places de stationnement, comprenant également les guichets de vente de billets, a été construit sous le nom de « Matterhorn Terminal Täsch ». L'ancien bâtiment de la gare et le quai pour les trains-navettes ont été démolis. La nouvelle gare comporte toujours deux voies passantes formant un point de croisement ainsi qu'un nouveau hall et une seconde voie en impasse pour accueillir les trains-navettes. Une gare routière pour les autocars de tourisme se trouve dorénavant à l'est de la gare ainsi que 200 nouvelles places couvertes de parking. 

## Service des voyageurs

### Accueil
Gare du MGB, elle fait partie du « Matterhorn Terminal Täsch » doté d'un vaste bâtiment voyageurs composé d'un hall abritant notamment des guichets et distributeurs automatiques de titres de transport, un service de gestion des bagages et des commerces,.
La gare est adossée à un vaste parking relais offrant 2 100 places de stationnement,.
Täsch est une gare accessible aux personnes à mobilité réduite.

### Desserte

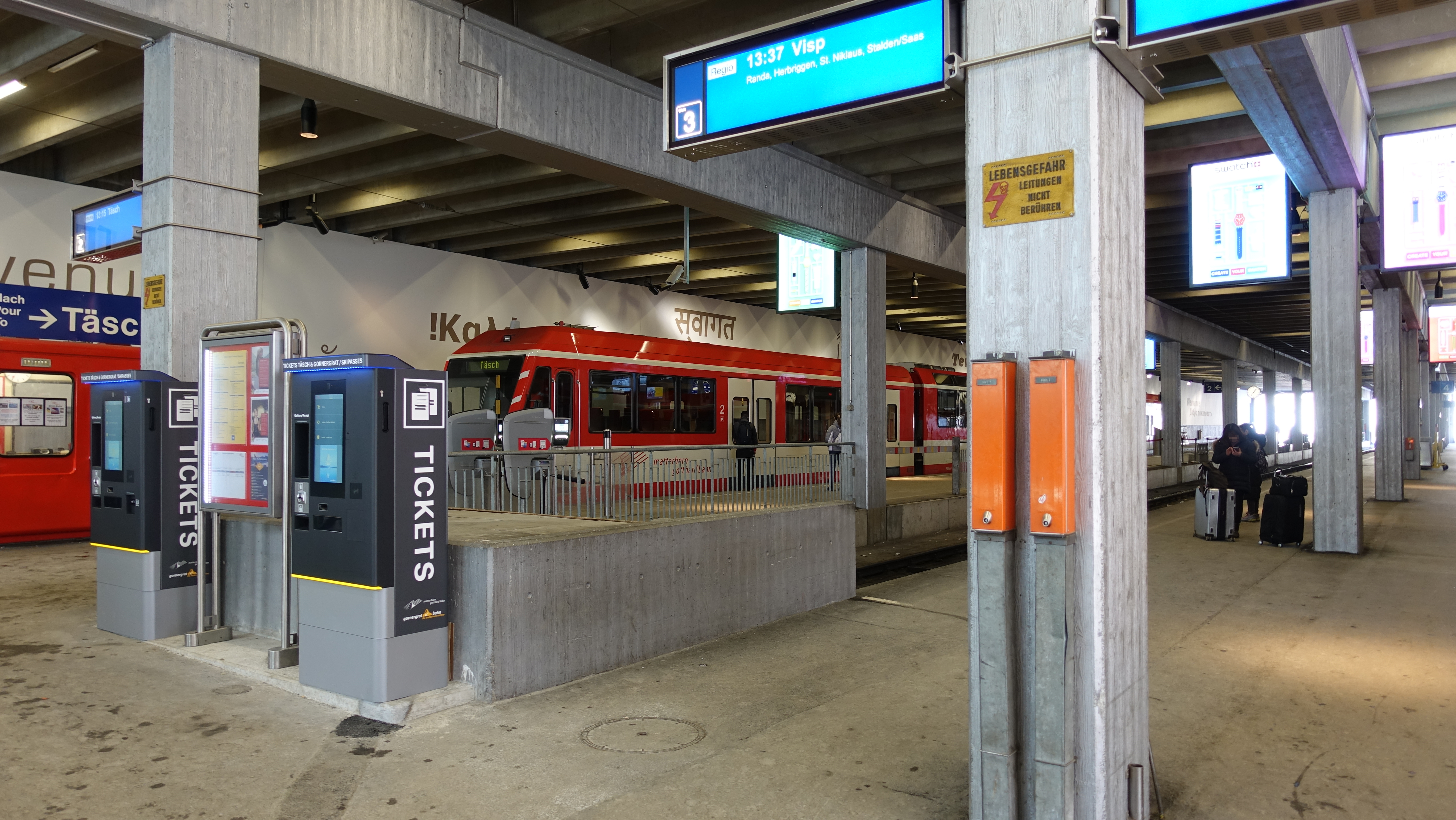
Les voies accueillant les trains-navettes.

#### RegioExpress
La gare de Täsch est desservie deux fois par heure (toutes les demi-heures environ) par un train RegioExpress dans chaque sens à raison d'un RE41 (reliant Viège à Zermatt) et d'un RE42 (reliant Fiesch à Zermatt) par heure, circulant en alternance.

#### Trains-navettes (Regio)
En raison du statut sans voiture de Zermatt, le MGB propose également un service de trains-navettes, baptisée ligne R40 circulant en journée toutes les vingt minutes entre Täsch et Zermatt. Suivant les jours, ces trains circulent également la nuit à fréquence plus faible.

### Intermodalité
La gare de Täsch n'est en correspondance avec aucune autre ligne de transports publics.